# حنيدر
حنيدر هي قرية لبنانية من قرى قضاء عكار في محافظة الشمال. تقع في تجمع للقرى يسمى وادي خالد في لدريب الأوسط.